# 972
Раннє Середньовіччя •  Епоха вікінгів •  Золота доба ісламу •  Реконкіста

## Геополітична ситуація
Візантію очолює Іоанн Цимісхій. Оттон I Великий править у Священній Римській імперії.
Західним Франкським королівством править, принаймні формально, Лотар.
Апеннінський півострів розділений між численними державами: північ належить Священній Римській імперії, середню частину займає Папська область, на південь від Римської області лежать невеликі незалежні герцогства, деякі області на півночі та на півдні належать Візантії, інші окупували сарацини. Південь Піренейського півострова займає Кордовський халіфат, у якому править Аль-Хакам II. Північну частину півострова займають королівство Астурія і королівство Галісія та королівство Леон, де править Раміро III.
Королівство Англія очолює Едгар Мирний.
У Київській Русі розпочалося правління Ярополка Святославича. У Польщі править Мешко I. Перше Болгарське царство частково захоплене Візантією. У Хорватії править король Степан Држислав. Великим князем мадярів є Геза.
Аббасидський халіфат очолює аль-Муті, в Іфрикії та Єгипті владу утримують Фатіміди, в Середній Азії — Саманіди. У Китаї продовжується правління династії Сун. Значними державами Індії є Пала, держава Раштракутів, Пратіхара, Чола. В Японії триває період Хей'ан.

## Події
- Навесні, біля порогів загинув князь Київської Русі Святослав Ігорович разом зі всіма своїми дружинниками в битві з печенігами на чолі з князем Курею.
- У Києві почалося правління Ярополка Святославовича.
- Польський князь Мешко I здобув перемогу над німцями під Цединею.
- Богемію очолив князь Болеслав II Побожний.
- Оттон II, співімператор Священної Римської імперії, син Оттона I Великого, одружився із візантійською принцесою Феофано.
- Великим князем мадярів став Геза.
- У Каїрі споруджено мечеть Аль-Азгар.

## Померли
- Лѣто 6480: Святослав Ігоревич, Великий князь київський. Значно розширив територію Київської Русі, провадив активну зовнішню політику.